# Sportåret 2007

## Händelser

### Allmänt
- 15 januari - Svenska Idrottsgalan avgörs.[1]
- 8 december - SVT börjar organisera sina vintersportsändningar under namnet "Vinterstudion".[2]

### Amerikansk fotboll
- 4 februari - Indianapolis Colts vinner NFL-finalen Super Bowl i amerikansk fotboll för säsongen 2006/2007 mot Chicago Bears med 29-17.
- 15 juli - USA vinner mot Japan med 23-20 i världscupfinalen i Kawasaki i Japan.
- 16 september - Limhamn Griffins vinner SM-finalen mot Carlstad Crusaders med 9-3 på Zinkensdamms IP.
- 29 december - Då grundseriespelet i NFL har laget New England Patriots vunnit alla 16 matcherna.

### Bandy

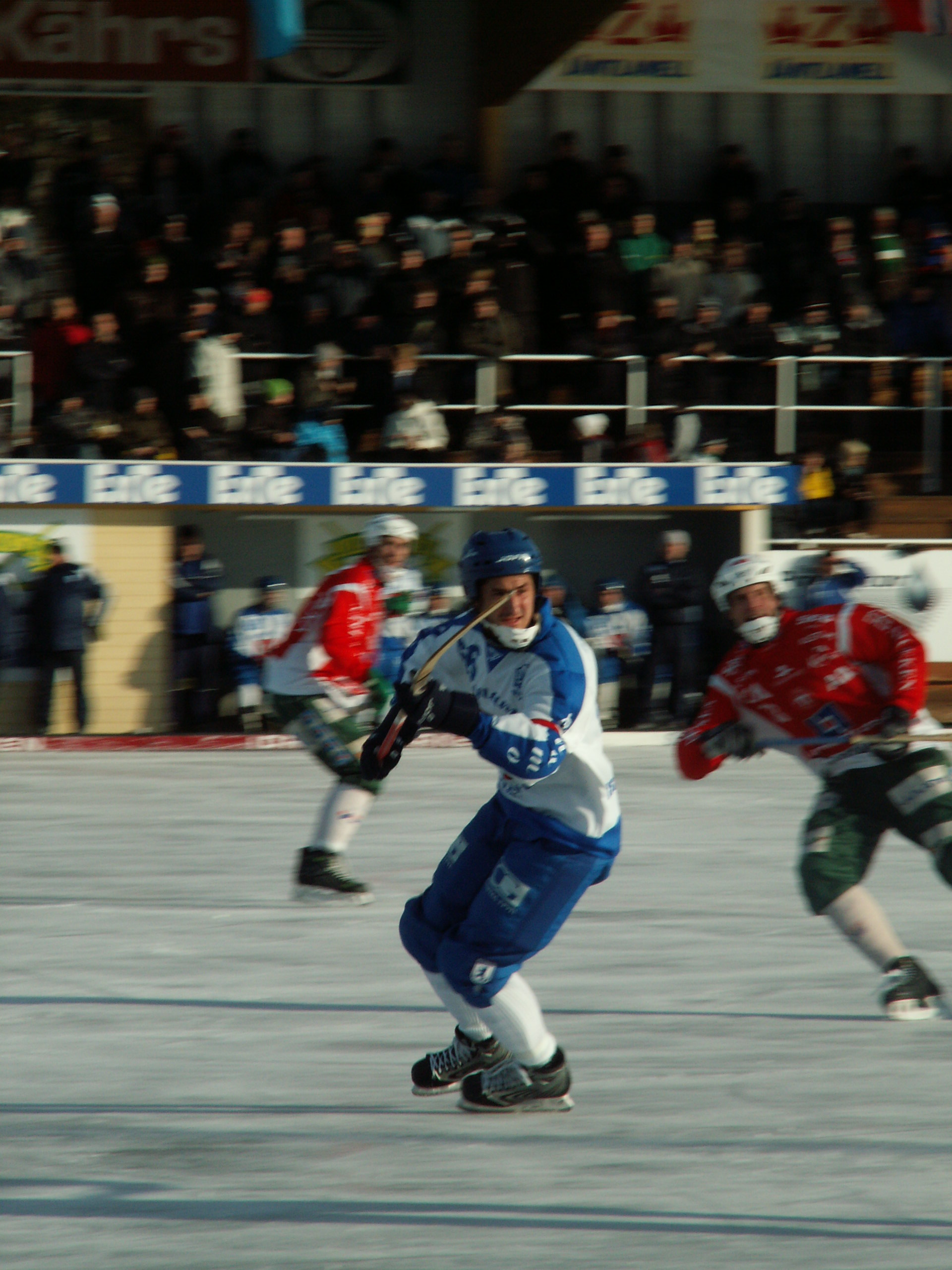
Michail Svesjnikov spelar för Dynamo Moskva i World Cup.

- 28 januari-4 februari - Världsmästerskapet för herrar arrangeras i Kemerovo i Ryssland. Ryssland vinner turneringen efter 3-1-vinst mot Sverige i finalen.[3]
- 11-17 februari - Världsmästerskapet för damer arrangeras i Budapest i Ungern. Sverige vinner turneringen efter 3-2-vinst mot Ryssland i finalen.[4]
- 17 mars - Sandvikens AIK blir svenska dammästare efter finalseger mot Västerstrands AIK med 5-1 på Studenternas IP i Uppsala.[5][6]
- 18 mars - Edsbyns IF blir svenska herrmästare efter finalseger mot Hammarby IF med 4-3 i förlängning på Studenternas IP i Uppsala.[7][8]
- 16 juni - Svenska Bandyförbundet godkänner enhälligt, under sitt årsmöte i Uppsala, bolagisering av medlemsklubbarna, i enlighet med stadgarna från RF.[9]
- 22–23 maj - KSK Bandy och Värmbol-Katrineholm BK beslutar att samman till Katrineholm Värmbol BS.
- 23 september - Edsbyns IF vinner FIB Champions Cup i Edsbyn Arena efter seger med 3-2 mot HK Zorkij i finalmatchen.[10]
- 14 oktober - Hammarby IF vinner Svenska cupen efter seger med 4-2 mot Sandvikens AIK i finalmatchen i Edsbyn Arena.[11][12]
- 20 oktober - En andra bandyhall i Sverige invigs då ABB Arena i Västerås invigs med matchen Västerås Allstars-Sverige 6-13.[13]
- 28 oktober - Årets World Cup i Ljusdal vinns av ryska Dynamo Moskva, som finalslår svenska Edsbyns IF med 5-0.[14]
- 7 november - Edsbyns IF vinner hemma mot Broberg/Söderhamn Bandy med 6-2 då den första upplagan av nya Elitserien i bandy startar.[15][16]
- 17 november
  - Ale Arena invigs i Ale kommun.[17]
  - Edsbyns IF vinner årets Europacupfinal i Moskva mot Dynamo Moskva med 7-6 i övertid.[18]

### Baseboll
- 7 augusti - Barry Bonds sätter nytt rekord för antal homeruns i Major League Baseball genom att slå sin 756:e homerun och därigenom passera Hank Aaron, som hade det gamla rekordet i 33 år.[19]
- 7-16 september - Nederländerna vinner Europamästerskapet för herrar i Spanien före Storbritannien och Spanien.
- 29 september - Karlskoga Bats blir svenska mästare efter 3-1 i finalmatcher över 2006 års mästare Sundbyberg Heat.
- 28 oktober - American League-mästarna Boston Red Sox vinner World Series med 4-0 i matcher över National League-mästarna Colorado Rockies.[20]

### Basket
- 19 mars – I NBA åker Philadelphia 76:ers på sin största förlust någonsin, 74–124 mot Houston Rockets, vilket blir tredje största hemmaförlusten i NBA-historien.[1]
- 8 april - Plannja Basket blir svenska herrmästare efter seger i finalserien mot 08 Stockholm Human Rights.[1]
- 14 april - 08 Stockholm Human Rights blir svenska dammästare efter seger i finalserien mot Luleå BBK.[1]
- 14 juni - San Antonio Spurs blir NBA-mästare säsongen 2006/2007 genom att vinna finalserien mot Cleveland Cavaliers med 4-0 i matcher.[21]
- 16 september - Ryssland vinner herrarnas Europamästerskap genom att finalslå Spanien med 60-59 i Madrid.[22]
- 7 oktober - Ryssland vinner damernas Europamästerskap genom att finalslå Spanien med 74-68 i Chieti.[23]

### Boxning
- 1 januari - I Sverige blir proffsboxning, som förbjöds 1970, återigen tillåtet, men bara om man har tillåtelse från länsstyrelsen i det län som boxningen skall anordnas.

### Cricket
- 22 mars – 58-årige cricketspelaren Bob Woolmer från Pakistan, som några dagar tidigare hittats mördad på ett hotlelrum i Kingston, uppges enligt polisen ha blivit mördad.[1]

### Curling

#### VM
- 31 mars-8 april - Kanada vinner på hemmaplan VM för herrar före Tyskland, med USA på tredje plats. Sverige som representeras av lag Peja Lindholm slutar på femte plats.
- 17 mars-25 mars - Kanada vinner VM för damer i Japan före Danmark, med Skottland på tredje plats. Sverige med Lag Norberg blir sjätte lag.

### Cykelsport
- 26 februari - Jan Ullrich, Tyskland meddelar att han avslutar sin cykelkarriär.
- 3 mars - Filippo Pozzato, Italien, Team Liquigas vinner 2007 års upplaga av cykeltävlingen Omloop Het Volk.
- 11-18 mars - "Loppet till solen", cykeltävlingen Paris-Nice, avgörs i Frankrike. Tävlingen vinns av Alberto Contador, Spanien, Discovery Channel.
- 24 mars - Oscar Freire, Spanien, Rabobank vinner 2007 års upplaga av cykeltävlingen Milano-Sanremo.
- 1 april - Thomas Lövkvist, Française des Jeux vinner den avslutade tempoetappen av Criterium International och kommer tvåa totalt efter Jens Voigt, Tyskland.
- 8 april - Alessandro Ballan, Italien, Lampre-Fondital vinner vårklassikern Flandern runt.
- 14 april - Juan José Cobo, Saunier Duval-Prodir vinner UCI Pro Tour tävlingen Baskien runt.
- 15 april - Vinnare av det legendariska Paris-Roubaix, "Helvetet i norr", blir Stuart O'Grady, Australien, Team CSC.
- 22 april - Stefan Schumacher, Gerolsteiner, vinner Amstel Gold Race
- 25 april - Davide Rebellin, Gerolsteiner, vinner La Flèche Wallonne för andra gången i karriären.
- 29 april - Danilo Di Luca, Team Liquigas, vinner Liège-Bastogne-Liège.
- 30 april – Ytterligare 49 tävlingscyklister dras in i den dopinghärva som föregående år uppdagades i Spanien.[1]
- 12 maj-3 juni - Danilo Di Luca, Italien vinner Giro d'Italia.
- 29 maj – Susanne Ljungskog, Sverige vinner Tour de l'Aude.[1]
- 17 juni - Christophe Moreau, Frankrike vinner Dauphiné Libéré.
- 24 juni - Ryska cyklisten Vladimir Karpets vinner Schweiz runt sammanlagt.
- 28 juni - Gustav Larsson vinner det svenska nationsmästerskapen i tempolopp.
- 1 juli - Magnus Bäckstedt vinner det svenska nationsmästerskapen på landsväg.
- 7-29 juli - Årets Tour de France avgörs och vinnare blir Alberto Contador från Spanien.
- 5 augusti - Vinnare av Clasica San Sebastian blir Leonardo Bertagnolli.
- 18 augusti - Mauricio Soler, Colombia, Barloworld, vinner Vuelta a Burgos.
- 18 augusti - Jens Voigt, Tyskland, Team CSC, vinner Tyskland runt.
- 19 augusti - Alessandro Ballan, Italien, Lampre-Fondital tar sin andra ProTour-seger för säsongen när han vinner Vattenfall Cyclassics 2007.
- 15 september - Fredrik Kessiakoff tar i Maribor Sveriges första i världscupseger i cross-cuntrycykling.[1]
- 23 september - Denis Mensjov, Ryssland, Rabobank vinner för andra gången i sin karriär Vuelta a España.
- 27 september - Fabian Cancellara, Schweiz, vinner världsmästerskapen i tempolopp i Stuttgart.
- 30 september - Paolo Bettini, Italien, vinner världsmästerskapen på landsväg i Stuttgart.
- 20 oktober - Damiano Cunego, Italien,  Lampre-Fondital vinner årets sista UCI ProTour-tävling Lombardiet runt.
- 20 oktober - Cadel Evans, Australien,  Predictor-Lotto tog hem slutsegern i UCI ProTour.

### Drakbåtspaddling
- Den 20-23 september avgjordes drakbåts-VM för landslag 2007 i Sydney i Australien.

### Fotboll
- 7 januari - Henrik Larsson från Sverige debuterar i Manchester United, och gör 1-0 i hemmasegern mot Aston Villa.[1]
- 26 januari - Michael Platini besegrar Lennart Johansson vid kampen om ordförandeposten i Uefa.[1]
- 9 januari - Klockan 11.15 lokal tid påbörjas rivningen av Gamla Ullevi i Göteborg, till förmån till den nya anläggning som skall stå klar 2009.
- 26 januari - I Düsseldorf i Tyskland vinner Michel Platini från Frankrike valet av ordförande för det europeiska fotbollsförbundet Uefa.
- 2 februari - En polisman dödas utanför Stadio Angelo Massimino i Catania  under en sicilianskt derbymatch i italienska Serie A mellan Calcio Catania och US Città di Palermo.
- 15 mars - Brøndby IF vinner Royal League genom att besegra FC Köpenhamn med 1–0 i finalen på Brøndby Stadion.[24]
- 24 mars - Montenegro spelar sin första officiella herrlandskamp i fotboll, då man i Podgorica vinner med 2-1 mot Ungern.[25]
- 11 april - MFF Dam godkänner sponsoravtalet med LDB, som ger klubben 24 miljoner svenska kronor.[1]
- 18 april - På ett möte i Cardiff i Wales i Storbritannien beslutar Uefa att Europamästerskapet i fotboll 2012 för herrar skall spelas i Polen och Ukraina.[26]
- 29 april
  - Arsenal vinner Uefa Women's Cup genom att besegra Umeå IK i finalserien.[27]
  - PSV Eindhoven vinner nederländska mästerskapet för fjärde gången i rad och totalt för 20 gången i historien. Vinsten säkras med ett måls marginal till tvåan Ajex.[28]
- 13 maj - Manchester United vinner FA Premier League i England.[29]
- 16 maj
  - Uefa-cupfinalen i fotboll spelas på Hampden Park i Glasgow, Skottland, där två spanska klubbar gör upp om segern denna säsong. Sevilla slår Espanyol på straffsparkar efter 2-2 i ordinarie speltid och förlängning.[30]
  - 72 personer frihetsberövas och ytterligare 19 får sova ruset av sig hos polisen i samband med matchen mellan Helsingborgs IF och Malmö FF i Allsvenskan. Sex personer anmäls för misshandel.[1]
- 19 maj
  - I England vinner Chelsea FA-cupen efter seger med 1-0 i förlängning mot Manchester United i finalmatchen på Wembley Stadium, som i ordinarie speltid slutar 0-0.[31]
  - I Tyskland vinner Stuttgart Bundesliga 2006/2007.[32]
- 20 maj - Celtic vinner skotska mästerskapet för andra gången i rad och toalt 41 serieguldet i klubbens historia.[33]
- 23 maj - AC Milan, Italien vinner med 2-1 mot Liverpool, England i finalmatchen av UEFA Champions League, som spelas på Olympiastadion i Aten i Grekland.[30]
- 26 maj - Olympique Lyonnais vinner franska Ligue 1 för sjätte gången i rad, efter att ha säkrat seriesegern den 21 april 2007.[34]
- 27 maj
  - Inter vinner italienska Serie A för femtonde gången.[35]
  - FC Köpenhamn vinner danska mästerskapet för herrar.[36]
- 30 maj – Liverpool har skrivit treårskontrakt 15-åriga svensken Alexander Kačaniklić från Helsingborgs IF.[1]
- 2 juni - Domaren Herbert Fandel blir attackerad av en supporter i EM-kvalmatchen mellan Danmark och Sverige i fotboll.
- 17 juni - I Spanien vinner Real Madrid Primera División säsongen 2006/2007.[37]
- 26 juni – Sven-Göran Eriksson från Sverige skriver på som tränare för Manchester United FC uppger Sky News.[1]
- 26 juni-15 juli - Brasilien vinner Copa America, som spelas i Venezuela, före Argentina och Mexiko. Brasilien finalbesegrar Argentina med 3-0 i Maracaibo.[38]
- 22 juli - Argentina vinner U20-VM då man finalslår Tjeckien med 2-1 i Toronto.[39]
- 7 juli-29 juli - Irak vinner asiatiska mästerskapet för herrar efter att ha slagit Saudiarabien med 1–0 i finalen i Jakarta. Sydkorea slutar trea.[40]
- 15 augusti - Umeå IK vinner Svenska cupen för damer genom att vinna finalmatchen mot AIK med 4–3 på Skytteholms IP i Solna.[41][42]
- 19 september - Sören Åkeby meddelar att han slutar träna Malmö FF efter säsongen.[1]
- 27 september - Kalmar FF vinner Svenska cupen för herrar för herrar genom att vinna finalmatchen mot IFK Göteborg med 3–0 på Fredriksskans IP.[43][44]
- 10-30 september - VM för damer spelas i Folkrepubliken Kina. Tyskland vinner turneringen genom att finalbesegra Brasilien med 2-0 i Shanghai, medan USA slår Norge med 4-1 i matchen om tredje pris.[45]
- 27 oktober - I Sverige avslutas Superettan, från vilken IFK Norrköping, Ljungskile SK och GIF Sundsvall går vidare till Allsvenskan 2008.

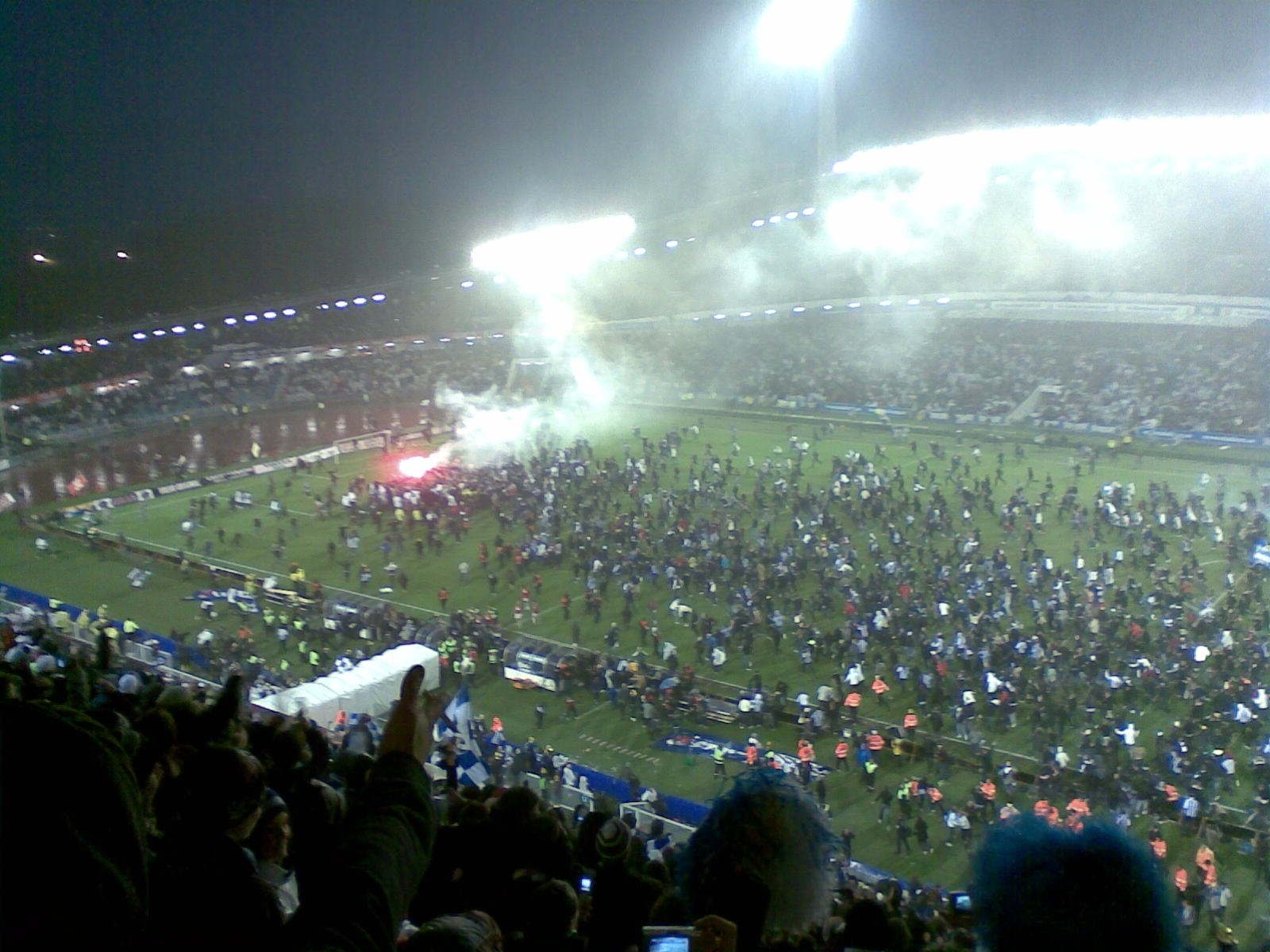
IFK Göteborg svenska herrmästare.

- 28 oktober - I Sverige avslutas Allsvenskan, vilken vinns av IFK Göteborg.
- 29 oktober - Fifa beslutar att avskaffa det så kallade rotationssystemet för arrangörskapet VM i fotboll.
- 30 oktober - Fifa beslutar på ett möte i Zürich att 2011 års fotbolls-VM för damer skall spelas i Tyskland och 2014 års fotbolls-VM för herrar skall spelas i Brasilien.
- 3 november
  - I Norge vinner SK Brann det norska seriemästerskapet för herrar.[46]
  - I Sverige avslutas Damallsvenskan, vilken vinns av Umeå IK.[41]
- 11 november
  - Uppskjutna matcher i italienska Serie A efter supporterbråk där polis skjutit hjälp supporter med varningsskott.
  - Zenit Sankt Petersburg blir ryska mästare för andra gången efter sista omgången av Ryska Premier League. De vinner med 1–0 mot FC Saturn Ramenskoje, och tar därmed sin första ligaseger sedan man blev sovjetiska mästare 1984.[47]
- 16 december - AC Milan, Italien vinner klubblags-VM i Japan genom att finalslå Boca Juniors, Argentina med 4-2 i finalmatchen i Yokohama.[48]

### Friidrott
- 14 januari - Helena Engman noterar nytt svenskt inomhusrekord i kulstötning för damer då hon stöter 17.10 i Piteå och slår Linda-Marie Mårtenssons gamla rekord med nio centimeter.[1]
- 23 januari - Tjeckiens mångkampare Roman Šebrle träffas av ett spjut på träning i Sydafrika. Det tar träffar axeln, 10 centimeter från ena lungan.[1]
- 2-4 mars - Inomhus-Europamästerskapen arrangeras i Birmingham i England i Storbritannien. [1]
- 10-11 mars - IUSM arrangeras i Malmö.
- 19 maj – Salvador Calvo, Spanien och Sara Winter, Nya Zeeland slår nytt rekord då han vinner maraton för herrar samt damer på tiden 3.23.10 timmar respektive 3.50.21 timmar på Kinesiska muren.[1]
- 26 maj – 23-åriga Tatjana Lysenko, Ryssland noterar nytt världsrekord i släggkastning för damer då hon kastar 78.67 meter.[1]
- 9- 10 juni - Phillip Bandawe från Zimbabwe vinner herrklassen och Kirsten Melkevik Otterbu från Norge[1] vinner damklassen vid Stockholm Marathon.
- 27 juni – Haile Gebreselassie, Etiopien noterar två världsrekord för herrar vid tävlingar i Ostrava då han springer 20 000 meter på 55.26.00 minuter, och entimmeslöpning med 21 285 meter.[1]
- 2 juli - Johan Wissman noterar nytt svenskt rekord på 400 meter löpning för herrar då han klockas för tiden 45.12 på MAI-galan och raderar därmed ut Jimisola Laursens sex år gamla rekord.[1]
- 28 juli - Mustafa Mohammed noterar nytt svenskt rekord på 3 000 meter hinder då han klockas för tiden 8.05.75 i Heusen-Zolder och raderar därmed ut Anders Gärderuds rekord.[1]
- 3 augusti - Johan Wissman noterar nytt svenskt rekord på 400 meter löpning för herrar då han klockas för tiden 45.03 vid GP-deltävlingar i London.[1]
- 10-12 augusti - Svenska mästerskapen 2007 avgörs på Ekängens IP. [1]
- 24 augusti-2 september - Världsmästerskapen 2007 avgörs i Osaka i Japan.[1]
- 8-9 september - Finnkampen (Sverige-Finland) avgörs på Ullevi i Göteborg. Finland vinner herrkampen med 203-199, och Sverige vinner damkampen med 219-189.[1]
- 23 september - Johan Wissman noterar nytt svenskt rekord på 200 meter löpning för herrar då han klockas för tiden 20.30 vid tävlingar i Stuttgart.[1]
- 30 september - Haile Gebreselassie, Etiopien vinner  Berlin Marathon på nya världsrekordtiden 2.04.26.[1]
- 4 oktober - Marion Jones erkänner att hon var dopad under  olympiska sommarspelen 2000 i Sydney. Marion Jones riskerar nu fängelse och att bli av med sina medaljer från spelen.
- 31 december - Robert Kipkoech Cheruiyot, Kenya vinner herrklassen och Alice Timbilil, Kenya vinner damklassen vid Sylvesterloppet i São Paulo.[49]
- Robert Kipkoech Cheruiyot, Kenya vinner herrklassen vid Boston Marathon.[50] medan Lidiya Grigoryeva, Ryssland vinner damklassen.[51]

### Golf
- 22 januari - Mobiltelefoner förbjuds i British Open, eftersom de anses störa spelarna mitt i svingen.[1]
- 18 februari - Mikko Ilonen från Finland vinner en Jakarta Europatourdeltävling i Jakarta, och blir därmed första finländare att vinna en sådan.[1]
- 25 februari - Henrik Stenson från Sverige vinner  matchspelsvärldsmästerskapen i Arizona.[1]

#### Herrar

##### Majorsegrare
- Masters - Zach Johnson, USA
- US Open - Angel Cabrera, Argentina
- The Open Championship - Padraig Harrington, Irland
- 13 augusti - Tiger Woods, USA vinner i Oklahoma PGA Championship.[1]

#### Damer

##### Solheim Cup
- 14-16 september - USA slår det europeiska laget med 16-12 i Halmstad.
- Ingen av årets majorsegrare har tidigare vunnit en majortävling.

##### Majorsegrare
- Kraft Nabisco Championship - Morgan Pressel, USA
- LPGA Championship - Suzann Pettersen - Norge
- US Womens Open - Christie Kerr, USA
- Womens British Open - Lorena Ochoa, Mexiko

### Handboll
- 19 januari-4 februari - Tyskland vinner världsmästerskapet för herrar i Tyskland före Polen och Danmark.[52]
- 5 maj - Hammarby IF blir svenska herrmästare genom att finalbesegra IFK Skövde med 29-27 medan IK Sävehof vinner damguldet efter finalseger mot Skövde HF med 34-22.[1]
- 26 augusti - Sverige vinner  U21-världsmästerskapet i handboll för herrar genom att finalslå Tyskland med 31-29.[1]
- 2-16 december - Ryssland vinner världsmästerskapet för damer i Frankrike före Norge och Tyskland.[53]

### Hästsport
- 15-22 juli - Falsterbo Horse Show.

### Innebandy
- 21 april
  - Warbergs IC 85 blir svenska herrmästare genom att besegra Caperiotäby FC med 5–3 i finalen i Globen i Stockholm.[54]
  - Rönnby IBK blir svenska dammästare genom att besegra IKSU med 4–3 i finalen i Globen i Stockholm.[55]
- 12-19 maj - I Frederikshavn i Danmark spelas världsmästerskapet för damer. Sverige vinner finalmatchen mot Finland med 7-3, och Schweiz slår Lettland med 7-1 i matchen om bronsmedaljerna.

### Indoorhockey
- Andra världsmästerskapet i indoorhockey går av stapeln i Wien. På herrsidan vinner Tyskland före Polen medan Nederländerna tar hem dammästerskapet före Spanien.

### Ishockey
- 5 januari - Kanada vinner juniorvärldsmästerskapet i Leksand och Mora genom att finalslå Ryssland med 4-2.[56]
- 30 januari – Bengt-Åke Gustafsson tilldelas Hans Majestät Konungens medalj av 8:e storleken.[1]
- 1 mars - HV 71:s tränare Pär Mårts blir ny förbundskapten för Sveriges U20-herrar.[1]
- 5 mars - Frölunda HC:s målvakt Tommy Salo, 36, avslutar karriären och blir tränare för Division 1-klubben Kungälvs HK.[1]
- 12 mars - Finländaren Teemu Sälänne, 36, gör mål nummer 40 och 41 då hans Anaheim Ducks besegrar Vancouver Cannucks med 4-2 i NHL , och därmed blir han första spelare över 35 år att göra över 40 mål – två säsonger.[1]
- 25 mars - AIK blir svenska dammästare SM-guld i ishockey för damer efter seger med 2-1 i förlängning i finalen mot Segeltorps IF i Ritorps Ishall i Solna i Sverige.[57]
- 3-10 april - Världsmästerskapet för damer spelades i Winnipeg och Selkirk i Manitoba, Kanada, och vinns av Kanada före USA och Sverige.[58]
- 14 april - Modo Hockey blir svenska herrmästare efter seger med 4-2 i matcher i finalserien mot Linköpings HC.[59]
- 11-22 april - U18-världsmästerskapet spelades i Raumo och Tammerfors i Finland. Ryssland vinner turneringen före USA och Sverige.[60]
- 27 april-13 maj - Herrarnas Världsmästerskap spelas i Ryssland, och vinns av Kanada före Finland och Ryssland.[61]
- 6 juni - Anaheim Ducks vinner Stanley Cup för säsongen 2006/2007 genom att vinna finalserien mot Ottawa Senators med 4-1 i matcher.[62]
- 29 september - NHL-säsongen 2007/2008 inleds i London.[63]

### Motorsport
- 11 februari – Marcus Grönholm, Finland vinner  Svenska rallyt.[1]
- 10 mars - Maximala cylindervolymen för fyrtaktare i MotoGP sänks från 990cc till 800cc då säsongen 2007 drar igång.
- 15 april - Lewis Hamilton, McLaren, blir historisk som förste rookie att ta tre raka pallplatser, då han slutat 3,2,2 i respektive Australien, Malaysia och Bahrains F1-lopp.
- 17 juni - Frank Biela, Marco Werner och Emanuele Pirro vinner Le Mans 24-timmars med en Audi R10.
- 1 september - Andreas Jonsson blir individuell svensk mästare i Kumla.[1]
- 3 oktober - Dackarna från Målilla blir svenska mästare i speedway.
- 14 oktober - Mattias Ekström blir mästare i Deutsche Tourenwagen Masters.
- 2 december – Sébastien Loeb, Frankrike blir världsmästare i rally.

### Orientering
- 1 april - SM i Ultralång avgörs i Jönköping och herrklassen vinns av Jan Troeng, OK Linné och damklassen vinns av Simone Niggli-Luder, Ulricehamns OK
- 13 april - Natt-SM avgörs och Erik Axelsson, Södertälje-Nykvarn Orientering vinner herrklassen, damklassen vinns av Emma Engstand, Stora Tuna IK
- 15 april - Sprint-SM avgörs vid Varbers fästning och David Andersson IKHP vinner herrklassen. Damklassen vinns av Helena Jansson, IF Hagen.
- 28 april - SoIK Hellas vinner damklassen i 10-mila.
- 29 april - Halden SK, Norge vinner herrklassen i 10-mila.
- 24 juli –  Sexdagarsloppet avslutas i Sverige. Thierry Guergiou, Frankrike vinner herrklassen före Anders Nordberg, Norge medan Tatjana Riabkina, Ryssland vinner damklassen.[1]
- 18-26 augusti - Världsmästerskapen avgörs i Aichi.[64]
- 15-16 september - Långdistans-SM avgörs i Kungsbacka.
- 21-22 september - Medeldistans-SM avgörs i Simlångsdalen.
- 23 september - Stafett-SM avgörs i Simlångsdalen.

### Rugby
- 7 september-20 oktober - Världsmästerskapet i rugby 2007 spelas i Frankrike, och vinns av Sydafrika som slår England med 15-6 i finalmatchen.

### Segling
- 3 juli - Alinghi från Schweiz vinner America's Cup mot Team New Zealand.[1]

### Simning
- 17 mars-1 april - Långbane-VM i simning arrangeras i Melbourne i Australien.
- 13 juni - Therese Alshammar, Sverige noterar nytt världsrekord på 50 meter fjärilssim vid tävlingar i Barcelona, där hon klockas på tiden 25.46, och därmed slår svenskan Anna-Karin Kammerlings fem år gamla rekord på 25.57.[1]
- 22 juli - Europamästerskapen för juniorer i Belgien avslutas.[1]

### Skidsport
- 3 januari - 49-årige Phil Mahre från USA slutar på 16:e plats vid en FIS-tävling i storslalom i USA då han gör comeback. Konkurrenterna är 15-23 år gamla, och bland 120 startande kommer 82 i mål.[1]
- 6 januari - Norges Kjetil André Aamodt, 35, meddelar att han slutar.[1]
- 2-28 januari - Sveriges Jens Byggmark slår igenom genom att vinna två raka världscupdeltävlingar i slalom i Kitzbühel.[1]
- 2-11 februari - Världsmästerskapen i skidskytte 2007 anordnas i Antholz i Italien.
- 3-18 februari - Världsmästerskapen i alpin skidsport 2007 arrangeras i Åre i Sverige. VM-bolaget är arrangör.
- 22 februari - 4 mars - Världsmästerskapen i nordisk skidsport 2007 arrangeras i Sapporo i Japan.
- 23 februari-3 mars - Världsmästerskapen i skidorientering avgörs i Moskvaregionen.[65]
- 24 februari - Susanne Nyström, Sverige vinner Tjejvasan före Sofia Bleckur, Sverige och Elin Ek, Sverige.[66][1]
- 4 mars - Oskar Svärd, Ulricehamns IF vinner herrklassen och Elin Ek, IFK Mora vinner damklassen då  Vasaloppet avgörs.[66]
- 5-11 mars - Världsmästerskapen i freestyle 2007 arrangeras i Madonna di Campiglio i Italien, uppskjutet sex veckor på grund av Snöbrist.
- 12-18 mars - Juniorvärldsmästerskapen i nordisk skidsport 2007 arrangeras i Tarvisio i Italien, uppskjutet från slutet av januari på grund av snöbrist.
- 27 mars – Inge Bråten säger omedelbart upp sig som förbundskapten för svenska längdskidlandslaget.[1]
- 3-5 april - Svenska mästerskapen i skidskytte 2007 arrangeras i Sollefteå.
- 19 april - Det meddelas att kroatiskan Janica Kostelić avslutar sin karriär som alpin skidåkare efter flera svåra skador.[1]
- 17 oktober - Det meddelas att Gunde Svan tillträder som ny landslagschef för Sveriges herrar, damer och juniorer.

### Tennis
- 5 januari - Ryssland besegrar Spanien med 2-0 i matcher vid årets Hopman Cup-final i Perth, Australien.
- 26 februari - Roger Federer från Schweiz noterar nytt rekord i flesta antal veckor i rad som världsetta, 161 veckor är en fler än amerikanen Jimmy Connors 30 år gamla rekord.[1]
- 7 juli - Venus Williams, USA vinner damsingelfinalen mot Marion Bartoli, Frankrike med 2-0 i set vid Wimbledonmästerskapen.[1]
- 15 juli - David Ferrer, Spanien vinner herrsingelfinalen mot Nicolas Almagro, Spanien med 2-0 i set vid Swedish Open i Båstad.
- 24 april – Prissummorna inför Wimbledonmästerskpen 2007 höjs med nära 10 %, både herr- och damsingelsegrarna får 10 miljoner svenska kronor var.[1]
- 15-16 september - Ryssland besegrar Italien med 4-0 i matcher vid finalen av årets Fed Cup i Moskva.[67]
- 14 oktober - Ivo Karlović, Kroatien vinner herrsingelfinalen mot Thomas Johansson, Sverige med 2-1 i set vid Stockholm Open.

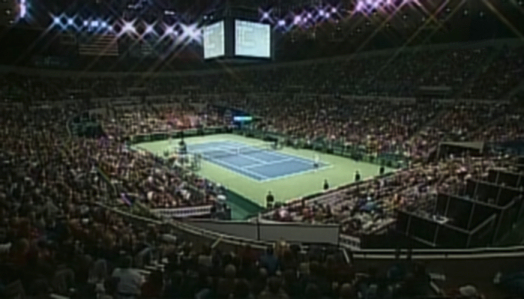
Final i Davis Cup.

- 30 november-2 december - USA besegrar Ryssland med 4-1 i matcher vid finalen av årets Davis Cup i Portland, Oregon.[68]

### Volleyboll
- 16 september - Spanien vinner herrarnas Europamästerskap genom att finalslå Ryssland med 3-2 i Moskva.[69]
- 30 september - Italien vinner damernas Europamästerskap genom att finalslå Serbien med 3-0 i Luxemburg.[70]

### Övrigt
- 24 mars - Nya Wembley Stadium invigs.
- 7-13 maj - Paralympiska världsmästerskapen 2007 i anordnas i Manchester i Storbritannien.
- 4 juli - IOK tillkännager att Sotji i Ryssland blir värdort för Olympiska vinterspelen 2014.

## Avlidna
- 14 januari - Tom Lilledal, 60, norsk fotbollstränare.
- 29 januari - Elmer Symons, 29, sydafrikansk tävlingsmotorcyklist.[1]
- 2 februari - Filippo Raciti, italiensk polis (dödad under fotbollsmatchen mellan Calcio Catania och US Città di Palermo).[1]
- 8 juni - Kenny Olsson, 30, svensk speedwayförare (död på Vrinnevisjukhuset i Norrköping efter en speedwayolycka dagen före).[1]
- 11 juli - Ove Grahn, 64, svensk fotbollsspelare.
- 28 augusti - Antonio Puerta, 22, spansk fotbollsspelare.
- 15 september - Colin McRae, 39, brittisk rallyförare.
- 5 november - Nils Liedholm, 85, svensk fotbollsspelare.
- 27 november - Sean Taylor, 24, amerikansk utövare av amerikansk fotboll, mördad.
- 29 december - Phil O'Donnell, 35, skotsk fotbollsspelare.
- 30 december - Hans Mild, 73, svensk bandy-, fotbolls- och ishockeyspelare.

### Fotnoter
1. 1 2 3 4 5 6 7 8 9 10 11 12 13 14 15 16 17 18 19 20 21 22 23 24 25 26 27 28 29 30 31 32 33 34 35 36 37 38 39 40 41 42 43 44 45 46 47 48 49 50 51 52 53 54 55 56 57 58   När Var Hur 2008. DN
2. ↑  ”Svensk mediedatabas”. http://smdb.kb.se/catalog/search?q=Vinterstudion&sort=OLDEST. Läst 17 april 2011.
3. ↑  ”World Championships 2007/08” (på engelska). Bandysidan. http://www.bandysidan.nu/event.php?EVID=67. Läst 20 augusti 2011.
4. ↑  ”World Championships Women 2006/07” (på engelska). Bandysidan. http://www.bandysidan.nu/event.php?EVID=101. Läst 20 augusti 2011.
5. ↑  Erik Jonsson (17 mars 2007). ”2000–2009”. Svenska Bandyförbundet. https://www.svenskbandy.se/BANDYFINALEN/HISTORIK/Svenskamastare/Damer/2000-2009/. Läst 19 mars 2020.
6. ↑  ”Damallsvenskan och slutspel 06/07”. Arkiverad från originalet den 3 april 2016. https://web.archive.org/web/20160403030814/http://www.jimbobandy.nu/2000/07_damallsvenskan.html. Läst 20 augusti 2011.
7. ↑  Erik Jonsson (18 mars 2007). ”2000–2009”. Svenska Bandyförbundet. https://www.svenskbandy.se/BANDYFINALEN/HISTORIK/Svenskamastare/Herrar/2000-2009/. Läst 19 mars 2020.
8. ↑  ”Slutspelet 06/07”. Arkiverad från originalet den 3 april 2016. https://web.archive.org/web/20160403042209/http://www.jimbobandy.nu/2000/07_slut.html. Läst 20 augusti 2011.
9. ↑  ”Bandyn tillåter bolagisering” (på svenska). Dagens Nyheter. 16 juni 2007. http://www.dn.se/sport/bandyn-tillater-bolagisering. Läst 20 augusti 2011.
10. ↑  ”Champions Cup 2007/08”. Bandysidan. http://www.bandysidan.nu/event.php?EVID=91. Läst 20 augusti 2011.
11. ↑  ”Svenska cupen 2007/08”. Bandysidan. http://www.bandysidan.nu/event.php?EVID=68. Läst 19 mars 2008.
12. ↑  Jimmy Andersson. ”utgivare=Jimbo Bandy”. Arkiverad från originalet den 3 april 2016. https://web.archive.org/web/20160403092243/http://www.jimbobandy.nu/2000/08_svcupen.html. Läst 20 augusti 2011.
13. ↑  Erik Jonsson (Oktober 2007). ”Invigningsmatch i ABB Arena”. Svenska Bandyförbundet. https://www.svenskbandy.se/Landslag/Herrlandslaget/Sasongen200708/InvigningsmatchiABBArena. Läst 20 augusti 2011.
14. ↑  ”World Cup 2007”. Bandysidan. http://www.bandysidan.nu/event.php?EVID=94. Läst 20 augusti 2011.
15. ↑  ”Mästarna inledde med seger”. Sveriges Radio. 7 november 2007. Arkiverad från originalet den 24 maj 2012. https://archive.is/20120524210546/http://sverigesradio.se/sida/gruppsida.aspx?programid=179&grupp=4396&artikel=1704234&sida=4. Läst 20 augusti 2011.
16. ↑  Tobias Österberg (7 november 2007). ”Seger för svenska mästarna” (på svenska). Sportbladet. https://www.aftonbladet.se/sportbladet/a/J1Ojlb/seger-for-svenska-mastarna. Läst 19 mars 2020.
17. ↑  ”Några milstolpar i Bandyhusets historia”. Ale Arena. Arkiverad från originalet den 12 augusti 2010. https://web.archive.org/web/20100812070445/http://www.bandyhuset.se/. Läst 20 augusti 2011.
18. ↑  ”Edsbyn vann Europacupen”. Sveriges Radio. 17 november 2007. https://sverigesradio.se/artikel/1723407. Läst 20 augusti 2011.
19. ↑  Bloom, Barry M. (8 augusti 2007). ”BB king: Bonds hits home run No. 756” (på engelska). Major League Baseball. Arkiverad från originalet den 26 juni 2015. https://web.archive.org/web/20150626103029/http://m.mlb.com/news/article/2133618. Läst 25 juni 2015.
20. ↑  ”2007 World Series” (på engelska). Baseball-Reference.com. http://www.baseball-reference.com/postseason/2007_WS.shtml. Läst 25 juni 2015.
21. ↑  ”Basketball Reference”. http://www.basketball-reference.com/leagues/NBA_2006_games.html. Läst 25 augusti 2011.
22. ↑  ”Sport Statistics”. Arkiverad från originalet den 18 juni 2011. https://web.archive.org/web/20110618003652/http://www.todor66.com/basketball/Europe/Men_2007.html. Läst 24 augusti 2011.
23. ↑  ”Sport Statistics”. http://todor66.com/basketball/Europe/Women_2007.html. Läst 24 augusti 2011.
24. ↑  ”Royal League 2006/07” (på engelska). RSSSF. http://www.rsssf.com/tablesr/royalleague07.html. Läst 12 augusti 2011.
25. ↑  ”Montenegro - List of International Matches” (på engelska). RSSSF. http://www.rsssf.com/tablesm/monteg-intres.html. Läst 20 augusti 2011.
26. ↑  ”Polen/Ukraina får fotbolls-EM 2012” (på svenska). Sportbladet. 8 april 2007. https://www.aftonbladet.se/sportbladet/fotboll/a/EoxqL3/polen-ukraina-far-fotbolls-em-2012. Läst 23 mars 2020.
27. ↑  ”UEFA Club Championship (Women) 2006/07” (på engelska). RSSSF. http://www.rsssf.com/ec/ec-wom07.html. Läst 16 augusti 2011.
28. ↑  ”RSSSF” (på engelska). RSSSF. http://www.rsssf.com/tablesn/ned07.html. Läst 16 augusti 2011.
29. ↑  ”RSSSF” (på engelska). RSSSF. http://www.rsssf.com/tablese/eng07.html. Läst 16 augusti 2011.
30. 1 2  ”UEFA European Competitions 2006-07” (på engelska). RSSSF. http://www.rsssf.com/ec/ec200607.html. Läst 16 augusti 2011.
31. ↑  ”England FA Challenge Cup 2006-2007” (på engelska). RSSSF. http://www.rsssf.com/tablese/engcup07.html. Läst 19 augusti 2012.
32. ↑  ”Germany 2006/07” (på engelska). RSSSF. http://www.rsssf.com/tablesd/duit07.html. Läst 16 augusti 2011.
33. ↑  ”Scotland 2006/07” (på engelska). RSSSF. http://www.rsssf.com/tabless/scot07.html. Läst 16 augusti 2011.
34. ↑  ”France 2006/07” (på engelska). RSSSF. http://www.rsssf.com/tablesf/fran07.html. Läst 16 augusti 2011.
35. ↑  ”Italy 2006/07” (på engelska). RSSSF. http://www.rsssf.com/tablesi/ital07.html. Läst 16 augusti 2011.
36. ↑  ”Denmark 2006/07” (på engelska). RSSSF. http://www.rsssf.com/tablesd/den07.html. Läst 16 augusti 2011.
37. ↑  ”RSSSF” (på engelska). RSSSF. http://www.rsssf.com/tabless/span07.html. Läst 16 augusti 2011.
38. ↑  ”Copa América 2007” (på engelska). RSSSF. http://www.rsssf.com/tables/2007safull.html. Läst 16 augusti 2011.
39. ↑  ”World Youth Cup (U-20) 2007” (på engelska). RSSSF. http://www.rsssf.com/tablesw/wyc07.html. Läst 17 september 2012.
40. ↑  ”Asian Nations Cup 2007” (på engelska). RSSSF. http://www.rsssf.com/tables/07asch.html. Läst 16 augusti 2011.
41. 1 2  ”Sweden (Women) 2007” (på engelska). RSSSF. http://www.rsssf.com/tablesz/zwed-wom07.html. Läst 23 mars 2020.
42. ↑  ”AIK pressade Umeå i finalen”. Svenska Fotbollförbundet. 15 augusti 2007. Arkiverad från originalet den 23 mars 2020. https://web.archive.org/web/20200323135104/https://www2.svenskfotboll.se/cuper-och-serier/svenska-cupen-damer/resultat-tidigare-ar/2007/. Läst 23 mars 2020.
43. ↑  ”Sweden Cup 2007” (på engelska). RSSSF. http://www.rsssf.com/tablesz/zwedcup07.html. Läst 16 augusti 2011.
44. ↑  ”Kalmar FF svenska cupmästare 2007”. Svenska Fotbollförbundet. 27 september 2007. Arkiverad från originalet den 23 mars 2020. https://web.archive.org/web/20200323193152/https://www2.svenskfotboll.se/cuper-och-serier/svenska-cupen-herrar/resultat-tidigare-ar/2007/. Läst 23 mars 2020.
45. ↑  ”Women's World Cup 2007” (på engelska). RSSSF. http://www.rsssf.com/tablesw/wwc07f.html. Läst 12 augusti 2011.
46. ↑  ”Norwegian Premier division 2007” (på engelska). RSSF Norway. http://www.rsssf.no/2007/Premier.html. Läst 16 augusti 2011.
47. ↑  ”Russia 2007” (på engelska). RSSSF. http://www.rsssf.com/tablesr/rus07.html. Läst 23 mars 2020.
48. ↑  ”FIFA Club World Cup 2007” (på engelska). RSSF. http://www.rsssf.com/tablesf/fifa-wcc07.html. Läst 16 augusti 2011.
49. ↑  ”2000” (på portugisiska). Sylvesterloppet. Arkiverad från originalet den 1 mars 2014. https://web.archive.org/web/20140301034122/http://www.saosilvestre.com.br/2000. Läst 19 augusti 2012.
50. ↑  ”Boston Marathon”. Arkiverad från originalet den 27 april 2015. https://web.archive.org/web/20150427035419/http://www.baa.org/races/boston-marathon/boston-marathon-history/past-champions/past-mens-open-champions.aspx. Läst 9 april 2011.
51. ↑  ”Boston Marathon”. Arkiverad från originalet den 7 mars 2012. https://web.archive.org/web/20120307073943/http://www.baa.org/races/boston-marathon/boston-marathon-history/past-champions/past-womens-open-champions.aspx. Läst 9 april 2011.
52. ↑  ”Sport Statistics”. Arkiverad från originalet den 24 augusti 2011. https://web.archive.org/web/20110824152649/http://www.todor66.com/handball/World/Men_2007.html. Läst 23 augusti 2011.
53. ↑  ”Sport Statistics”. Arkiverad från originalet den 24 augusti 2011. https://web.archive.org/web/20110824143056/http://www.todor66.com/handball/World/Women_2007.html. Läst 23 augusti 2011.
54. ↑  ”SM-slutspel herrar 2006/07”. Svenska Innebandyförbundet. Arkiverad från originalet den 15 december 2011. https://web.archive.org/web/20111215203304/http://www.innebandy.se/sv/StatistikHistorik/Statistik-och-rekord-herrar-elit/SM-slutspel-genom-tiderna-herrar1/200607/. Läst 22 augusti 2011.
55. ↑  ”SM-slutspel damer 2006/07”. Svenska Innebandyförbundet. Arkiverad från originalet den 15 december 2011. https://web.archive.org/web/20111215201950/http://www.innebandy.se/sv/StatistikHistorik/Statistik-och-rekord-damer-elit/SM-slutspel-genom-tiderna-damer1/200607/. Läst 22 augusti 2011.
56. ↑  ”Championnat du monde 2007 des moins de 20 ans” (på franska). Hockey Archives. 5 januari 2007. https://www.hockeyarchives.info/U-20_2007.htm. Läst 9 september 2012.
57. ↑  ”Championnat de Suède féminin 2006/07” (på franska). Hockey Archives. 25 mars 2007. https://www.hockeyarchives.info/Suefem2007.htm. Läst 15 augusti 2011.
58. ↑  ”Championnats du monde féminins 2007” (på franska). Hockey Archives. 10 april 2007. https://www.hockeyarchives.info/mondefem2007.htm. Läst 15 augusti 2011.
59. ↑  ”Championnat de Suède 2006/07” (på franska). Hockey Archives. 14 april 2007. https://www.hockeyarchives.info/Suede2007.htm. Läst 15 augusti 2011.
60. ↑  ”Championnats du monde 2007 des moins de 18 ans” (på franska). Hockey Archives. 22 april 2007. https://www.hockeyarchives.info/U-18_2007.htm. Läst 15 augusti 2011.
61. ↑  ”Championnats du monde 2007” (på franska). Hockey Archives. 13 maj 2007. https://www.hockeyarchives.info/mondial2007.htm. Läst 15 augusti 2011.
62. ↑  ”NHL 2006/07” (på franska). Hockey Archives. 6 juni 2007. https://www.hockeyarchives.info/NHL2007.htm. Läst 15 augusti 2011.
63. ↑  ”NHL 2007/08” (på franska). Hockey Archives. 29 september 2007. https://www.hockeyarchives.info/NHL2008.htm. Läst 15 augusti 2011.
64. ↑  ”World Orienteering Championships 2007” (på engelska). http://orienteering.org/events/?event_id=36. Läst 20 augusti 2012.
65. ↑  ”World Ski Orienteering Championships 2007” (på engelska). http://orienteering.org/events/?event_id=130. Läst 9 september 2012.
66. 1 2  ”Historiska segrare”. Vasaloppet. Arkiverad från originalet den 22 mars 2020. https://web.archive.org/web/20200322121012/https://www.vasaloppet.se/wp-content/uploads/sites/1/2019/09/historiska_segrare_vasaloppet_sve_2019-09-18.pdf. Läst 5 september 2011.
67. ↑  ”Fed Cup”. Arkiverad från originalet den 23 april 2011. https://web.archive.org/web/20110423120708/http://www.fedcup.com/en/results/tie/details.aspx?tieId=100008905. Läst 22 augusti 2011.
68. ↑  ”Davis Cup”. http://www.daviscup.com/en/results/tie/details.aspx?tieId=100008940. Läst 20 augusti 2011.
69. ↑  ”Sport Statistics”. Arkiverad från originalet den 26 juni 2015. https://web.archive.org/web/20150626124714/http://todor66.com/volleyball/Europe/Men_2007.html. Läst 24 augusti 2011.
70. ↑  ”Sport Statistics”. Arkiverad från originalet den 27 maj 2015. https://web.archive.org/web/20150527060250/http://www.todor66.com/volleyball/Europe/Women_2007.html. Läst 24 augusti 2011.